# اصل عدم قطعیت (فیلم)
«اصل عدم قطعیت» (پرتغالی: O Princípio da Incerteza) یک فیلم درام به کارگردانی مانوئل دی الیویرا است که در سال ۲۰۰۲ منتشر شد.